# Айрон, Брэндон
Брэндон Айрон (англ. Brandon Iron; р. 14 июля 1968, Калгари, Канада — 15 апреля 2019 года) — канадский порноактёр
 и порнорежиссёр
.

## Биография
Айрон снялся в почти 800 фильмах и выступил режиссёром почти полутора сотен фильмов. Известен как создатель серии фильмов с жёстким сексом Slap Happy.
Совершил самоубийство в 2019 году.

## Награды

### Победа
- 2000 AVN Award — 'лучшая сцена группового секса (фильм)' за Nothing To Hide 3 & 4 (вместе с Уэнди Найт, Michael J. Cox и Pat Myne)[4]
- 2002 XRCO Award for 'Unsung Swordsman'[5].
- 2004 XRCO Award — 'лучшая групповая сцена' за Baker’s Dozen 2[6]
- 2005 XRCO Award for 'Unsung Swordsman'[7].
- 2008 AVN Award — 'лучшая сцена анального секса (видео)' за Big Wet Asses 10 (вместе с Бри Олсон)[8]

### Номинации
- 2005 AVN Award — 'лучшая сцена триолизма — видео' за Riot Sluts, вместе с Frank Gun и Мэнди Брайт[9].
- 2005 AVN Award — 'лучшая сцена анального секса' за Riot Sluts — номинация вместе с Ками Эндрюс[10].
- 2007 AVN Award — 'лучшая групповая сцена (видео)' за Slutty & Sluttier. Номинация вместе с Sandra Romain, Аврора Сноу, Manuel Ferrara, Steve Holmes, Jay Ashley, Jason Sinclair, D. Snoop, Brad Baldwin, Lefty, Carey Bucks, John Strong, Joe Blow, Joe Rock, Johnny Fender, Mike Hosh, Pascal St. James & Claudio Meloni[11].